# Erwin Otto Marx
Pour les articles homonymes, voir Marx.
Erwin Otto Marx (né le 15 janvier 1893 à Mautitz (de), près de Riesa, mort le 11 janvier 1980 à Brunswick) est un ingénieur allemand, inventeur du générateur qui porte son nom. Il mène de nombreuses recherches dans le domaine de la transmission de l'énergie électrique sur de longues distances entre 1918 et 1950.

## Biographie
Il étudie l'électrotechnique à l'université technique de Dresde, où il obtient un doctorat en 1921. Après plusieurs années de travail en tant qu'ingénieur, en 1925, il devient professeur d'ingéniérie en haute tension à l'université technique Carolo-Wilhelmina de Brunswick. En 1933, Marx rejoint les SA et en 1937 le NSDAP. De 1937 à 1945, il dirige le département d'électrotechnique du Reichsforschungsrat. En 1945, il perd son poste de professeur en raison de son engagement nazi puis le redevient en 1950 à Brunswick. Il est recteur de cette université de 1958 à 1960.

## Contributions
Dans l'usine électrique de Lauffen–Frankfurt, Erwin Marx démontre que le courant triphasé sous haute tension peut être transporté. La construction d'un réseau jusqu'à la Première Guerre mondiale permet de montrer que la diffusion d'un courant triphasé au-delà de 100 km est très difficile techniquement. Après 1918, il cherche des alternatives. Grâce à une nouvelle technique de conversion qu'il met au point au début des années 1930, il semble avoir trouvé une solution pour le courant continu haute tension. Lorsque Marx échoue dans des détails, de grandes entreprises s'éloignent de lui. Cependant il continue au sein du Reichsforschungsrat qui est soutenu par le ministère de l'Air du Reich et lui permet de protéger ses travaux des bombardements. Les nazis espèrent que grâce à une ligne de transmission, la production d'énergie hydroélectrique depuis la Norvège alimentera les usines d'armements. On ne tient plus compte du convertisseur de Marx lorsqu'on trouve le moyen de transporter le courant électrique par les mers.